# Гарри Поттер и Кубок огня (саундтрек)
| Оценки критиков | Оценки критиков |
| Источник        | Оценка          |
| --------------- | --------------- |
| AllMusic        | [ 1 ]           |
| Empire          | [ 2 ]           |
| Filmtracks.com  | [ 3 ]           |
| Movie Music UK  | [ 4 ]           |
| Movie Wave      | [ 5 ]           |
| Soundtrack.Net  | [ 6 ]           |

Саундтрек к фильму Гарри Поттер и Кубок огня вышел 15 ноября 2005 года. Саундтрек был написан Патриком Дойлом, тогда как для предыдущих трёх фильмов композитором выступил Джон Уильямс.
Музыка была исполнена лондонским симфоническим оркестром под управлением Джеймса Ширмана (англ. James Shearman) и включала три главные темы: одна представляла Турнир Трёх Волшебников (англ. Triwizard Tournament), другая — лорда Волан-де-Морта и последняя отождествляла влюблённость Гарри Поттера в Чжоу Чанг (англ. Cho Chang). Саундтрек содержит угрожающую репризу известной «темы Хедвига». Второстепенная тема представлена в «смерти Седрика». Саундтрек вошёл в американский чарт Billboard 200 и достиг высшей позиции под номером 80. Саундтрек был отмечен в чарте Top Soundtracks американского журнала Billboard четвёртым местом.

## Список композиций
| №                   | Название                  | Автор(ы)                                                  | Длительность |
| ------------------- | ------------------------- | --------------------------------------------------------- | ------------ |
| 1.                  | «The Story Continues»     |                                                           | 1:31         |
| 2.                  | «Frank Dies»              |                                                           | 2:12         |
| 3.                  | «The Quidditch World Cup» |                                                           | 1:52         |
| 4.                  | «The Dark Mark»           |                                                           | 3:27         |
| 5.                  | «Foreign Visitors Arrive» |                                                           | 1:30         |
| 6.                  | «The Goblet of Fire»      |                                                           | 3:23         |
| 7.                  | «Rita Skeeter»            |                                                           | 1:42         |
| 8.                  | «Sirius Fire»             |                                                           | 2:00         |
| 9.                  | «Harry Sees Dragons»      |                                                           | 1:54         |
| 10.                 | «Golden Egg»              |                                                           | 6:10         |
| 11.                 | «Neville's Waltz»         |                                                           | 2:11         |
| 12.                 | «Harry in Winter»         |                                                           | 2:56         |
| 13.                 | «Potter Waltz»            |                                                           | 2:19         |
| 14.                 | «Underwater Secrets»      |                                                           | 2:28         |
| 15.                 | «The Black Lake»          |                                                           | 4:38         |
| 16.                 | «Hogwarts' March»         |                                                           | 2:47         |
| 17.                 | «The Maze»                |                                                           | 4:44         |
| 18.                 | «Voldemort»               |                                                           | 9:39         |
| 19.                 | «Death of Cedric»         |                                                           | 1:59         |
| 20.                 | «Another Year Ends»       |                                                           | 2:21         |
| 21.                 | «Hogwarts' Hymn»          |                                                           | 2:59         |
| 22.                 | «Do the Hippogriff»       | Джарвис Кокер Джейсон Бакл [англ.] ( англ. Jason Buckle ) | 3:39         |
| 23.                 | «This Is the Night»       | Джарвис Кокер                                             | 3:24         |
| 24.                 | «Magic Works»             | Джарвис Кокер                                             | 4:02         |
| Общая длительность: | Общая длительность:       | Общая длительность:                                       | 75:48        |